# Epístola dos Coríntios a Paulo
A Epístola dos Coríntios a Paulo é uma obra dos apócrifos do Novo Testamento e parte dos Atos de Paulo, embora tenha sido posteriormente destacada e circulada separadamente.

## Conteúdo
Este texto alega descrever os ensinamentos de Simão Mago, incluindo as ideias de que Deus não é onipotente, que a ressurreição é falsa, que Cristo não encarnou realmente Deus (veja Docetismo), que arcontes fizeram o mundo (veja Demiurgo) e que os profetas estavam incorretos. A resposta a esta carta por Paulo também aparece nos Atos de Paulo e é conhecida por Terceira Epístola aos Coríntios.
Um apelo ao combate às heresias como este é provavelmente uma farsa de um autor ortodoxo, tentando criar uma base bíblica para os seus inimigos docéticos e gnósticos. Apesar de ter sido amplamente reconhecido como farsas nos tempos antigos, por um tempo esta Epístola e sua resposta figuraram entre os textos da Bíblia armênia.